# Annelie Boroș
Annelie Boroș (geb. 1991 in München) ist eine deutsche Regisseurin von Dokumentar- und Spielfilmen. Ihre Arbeiten wie Mars Closer, F32.2 und Fuck White Tears liefen auf internationalen Festivals (u. a. Visions du Réel, DOK Leipzig, CPH:DOX, Montreal) und wurden mehrfach ausgezeichnet, darunter eine Nominierung für den Student Academy Award und der Young Eyes Film Award. Ihr Langfilmdebüt Die zärtliche Revolution kam 2025 in die deutschen Kinos.

## Leben
Boroș wurde 1991 in München als Tochter einer deutschen Mutter und eines rumänischen Vaters geboren. Von 2012 bis 2020 studierte sie Dokumentarfilm und Fernsehjournalismus an der Hochschule für Fernsehen und Film München (HFF). Sie arbeitete oftmals mit Kinescope Film zusammen.

## Wirken
Mit Vera Brückner realisierte Boroș die Dokumentation Mars Closer über zwei Bewerber der privaten Mars-One-Mission und die persönlichen Konsequenzen ihres Auswanderungswunsches, die 2015 u. a. auf dem Internationalen Leipziger Festival für Dokumentar- und Animationsfilm gezeigt wurde.
Ihr Film F32.2 war 2018 für den Student Academy Award nominiert und erhielt den Young Eyes Film Award beim DOK Leipzig sowie den Nonfiktionale Citizen Award.
In Fuck White Tears reflektiert Boroș die eigene Position als weiße europäische Filmemacherin im Kontext der südafrikanischen Studierendenproteste; der Film stieß bei einer HFF-Sonderveranstaltung in Starnberg auf großes Interesse und Diskussionen über Macht und Repräsentation.
Für die 3sat-Reihe Ab 18! entstand Die Gewichtheberin (Co-Regie: Constantin Hatz) über die österreichische U20-Europameisterin Sarah Fischer; der Film wurde 2020 in der Reihe ausgestrahlt.
Gemeinsam mit Regisseur Viktor Schimpf produzierte und montierte Boroș den Kurzspielfilm Machines of Loving Grace, der den Götz-George-Preis erhielt, für den First Steps Award nominiert war und mit dem Starter-Filmpreis der Stadt München ausgezeichnet wurde. Ihren ersten Spielfilm Kräfte (mit Matthias Greving als Produzent) zeigte sie nach Studienabschluss u. a. bei den Nordischen Filmtagen und gewann den Publikumspreis beim Studierendenfilmfestival Sehsüchte in Potsdam.
Ihr abendfüllendes Debüt Die zärtliche Revolution entstand in Zusammenarbeit mit dem ZDF-Kleinen Fernsehspiel und weiteren Partnern und widmet sich Menschen, die Fürsorge und Pflege ins Zentrum ihres Lebens stellen, angestoßen durch einen persönlichen Verlust der Regisseurin. Der Film stellt gesellschaftliche Fragen zu Solidarität, Inklusion und der Wertschätzung von Beziehungsarbeit, ohne konkrete politische Lösungsvorschläge zu entwerfen. Die Premiere mit anschließendem Filmgespräch fand am Montag, 11. August 2025, im Rio Filmpalast in München statt; der bundesweite Kinostart folgte am 14. August 2025.